# Argila de bola
Les argiles de bola són argiles sedimentàries caolíniques, que sovint consisteixen en 20-80% de caolinita, 10-25% de mica, 6-65% de quars. Localitzada a vetes en el mateix dipòsit té variacions en la composició, incloent-hi la quantitat dels principals minerals, minerals accessoris i materials carbonosos com el lignit. Són de gra fi i de plàstic en la naturalesa.
Les argiles de bola són relativament dipòsits escassos a causa de la combinació dels factors geològics necessaris per a la seva formació i preservació. Ells són a mines d'algunes parts de l'est dels Estats Units i de tres jaciments a Devon i Dorset al sud-oest d'Anglaterra. Aquestes són comunament utilitzades en la construcció de molts articles de ceràmica, on la seva funció principal és tant per impartir plasticitat com per contribuir a l'estabilitat reològica durant els processos de formació.

## Història
El nom «argila de bola» es creu que deriva de l'època en què l'argila s'extreia a mà. Tallada en cubs de 15 a 17 quilos de pes durant el seu transport, les cantonades dels cubs s'arrodoniren deixant la forma de "boles".
L'ús ceràmic de les argiles de bola a la Gran Bretanya es remunta a almenys a l'era de l'Imperi Romà. Un comerç més recent es va iniciar quan una argila era necessària per a la construcció de pipes de tabac en els segles xvi i xvii. En el 1771 Josiah Wedgwood va signar un contracte per 1.400 tones l'any d'argila de bola amb Thomas Hyde de Purbeck, cosa que li va permetre coure parets primes de ceràmica.